# Assedio di Tolone (1707)
L'assedio di Tolone del 1707 (29 luglio - 21 agosto) è stato un episodio della guerra di successione spagnola, seguito da una battaglia che vide le forze Alleate (Ducato di Savoia, Sacro Romano Impero (austriaci), Regno di Gran Bretagna e delle Province Unite Olandesi), sconfiggere quelle del Regno di Francia e dell'Impero di Spagna.

## Preludio
Lo scoppio della guerra di successione spagnola vide quasi tutte le potenze militari di quei tempi schierarsi contro il Regno di Francia e l'Impero di Spagna in varie regioni d'Europa e dove lo scenario delle regioni piemontesi e provenzali fu solo uno dei tanti. 

In questo caso inoltre, gli eserciti che si mossero da Torino verso Tolone erano "in viaggio" da precedenti guerre e verso nuove battaglie dove, come nel caso dei due Alleati Eugenio di Savoia e Vittorio Amedeo II di Savoia, nemmeno il casato e la parentela riuscì ad affiatarli, forse perché già precedentemente i due (già alleati) si ritrovarono nemici per via del trattato di pace (e voltafaccia di Vittorio Amedeo II) avvenuto nel 1699 in favore di Luigi XIV di Francia e sempre durante una guerra svoltasi nelle regioni del Piemonte.

### Da Torino a Tolone
Dopo la vittoria degli Alleati nell'Assedio di Torino, gli interessi dei Savoia, degli inglesi e degli olandesi spinsero per un attacco a quel porto della Provenza, dove era ormeggiata gran parte della marine royale francese e città strategicamente interessante (Tolone). 

L'interesse anglo-olandese era quello di superare i francesi nel dominio sui mari mentre quello dei Savoia era di rafforzare ed espandere il proprio ducato su entrambi i versanti delle Alpi. 

Eugenio di Savoia (il comandante delle truppe austriache) invece, vedeva quest'impresa con occhi più scettici in quanto una vittoria in quelle zone non avrebbe favorito direttamente gli interessi del suo imperatore (Giuseppe I d'Asburgo).
Sul versante francese intanto, il maresciallo René de Froulay de Tessé aveva mosso le sue truppe verso il confine con la Savoia unitamente a truppe provenienti dalle Fiandre ed a quelle spagnole.

## L'assedio di Tolone

Vittorio Amedeo II di Savoia

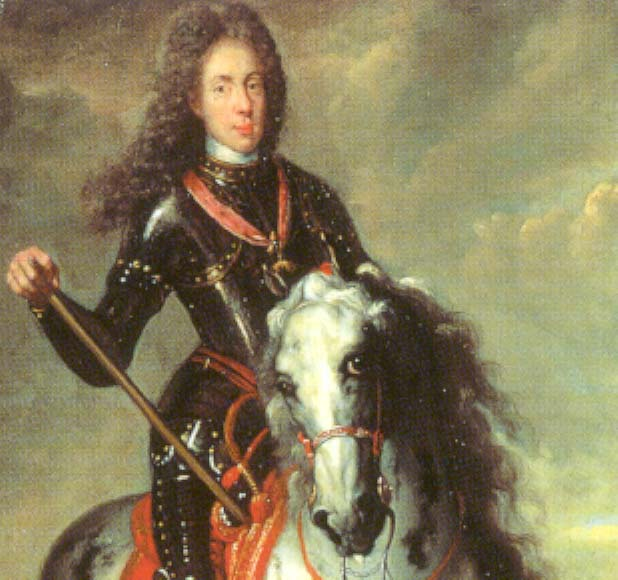
Eugenio di Savoia

Gli Alleati avanzarono verso Nizza e l'11 luglio raggiunsero le fortificazioni francesi lungo il fiume Varo (che riuscirono ad espugnare anche grazie all'aiuto delle truppe da sbarco della flotta inglese), per poi riprendere la marcia verso Cannes e Fréjus in direzione di Tolone e, conquistando le colline che sovrastano la città, aggirarono le fortificazioni di Antibes, scelta quest'ultima che si rivelò un errore in quanto gli stessi abitanti di quelle zone si rivelarono in seguito ostili agli occupanti e le forze francesi da lì poterono bloccare i rifornimenti necessari agli Alleati.
Contemporaneamente alle azioni di terra, la flotta inglese dell'ammiraglio Cloudesley Shovell bloccava il porto di Tolone e bombardava dal mare la città. 

L'obiettivo principale delle manovre di terra e mare contro Tolone non era l'occupazione della città o della fortezza, ma l'eliminazione della flotta francese dal porto ed il sequestro o la distruzione delle navi da guerra e degli arsenali francesi. Nel porto inoltre, oltre alla flotta mediterranea francese vi erano quelle le navi della flotta atlantica trasferite da Brest e con la comparsa della flotta anglo-olandese di fronte al porto, la flotta francese vi rimase bloccata fin dalla fine del giugno 1707.
L'assedio (e la successiva battaglia), sono da registrarsi come una vittoria franco-ispana poiché nei giorni successivi, viste le gravi perdite subite, i reggimenti sabaudo-imperiali ripiegavano verso Nizza e rientravano in parte in Piemonte senza aver preso la città ed inseguiti dai francesi che avevano riguadagnato anche le alture di Santa Caterina. 

Tuttavia i cannoneggiamenti a cui fu sottoposto il porto di Tolone erano stati talmente pesanti da permettere agli inglesi di raggiungere il loro principale obiettivo, in quanto fu quello il momento in cui la Royal Navy inglese incominciò a dominare incontrastata il mare.

## La battaglia di Tolone

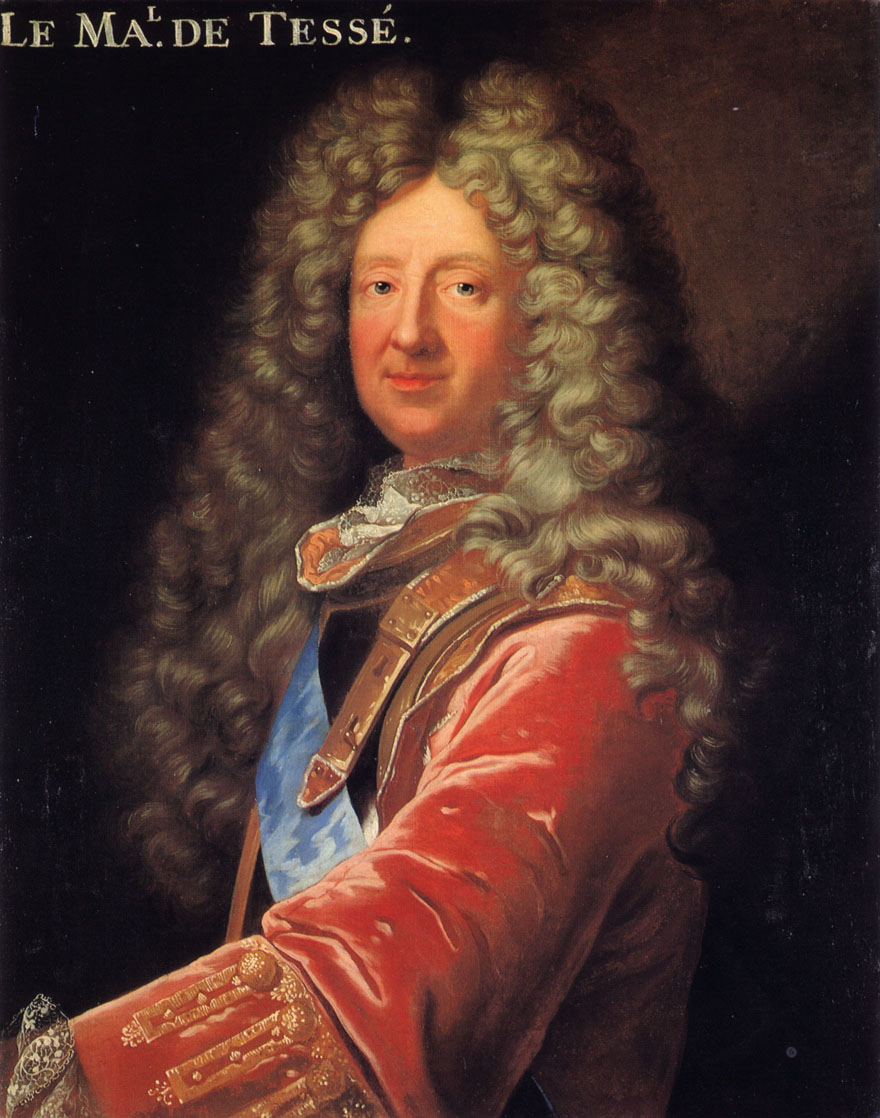
Il maresciallo René de Froulay de Tessé

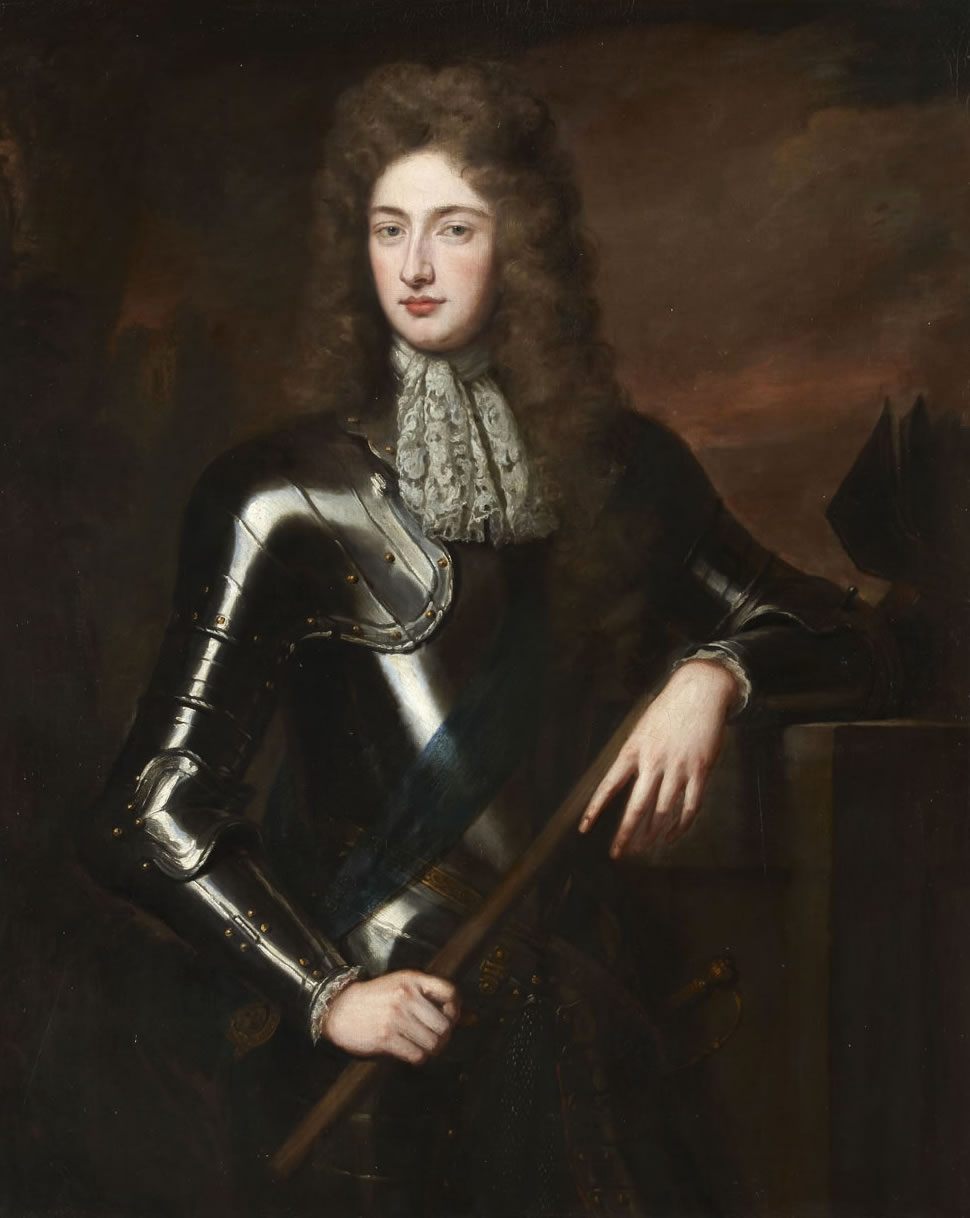
James FitzJames, I duca di Berwick

Il 26 luglio, l'esercito alleato raggiunse la città fortificata di Tolone (e protetta anche da otto bastioni), dando inizio all'assedio formando un semicerchio; la conquista delle rade avrebbe favorito l'ingresso nel porto dalle navi inglesi e lo stesso comandante dell'esercito francese (il maresciallo de Tessé) pensava che sul lato terra i rischi di sconfitta erano maggiori della sua difesa delle rade e del lago. 

Vittorio Amedeo II di Savoia però, dimostrando scarsa cooperazione verso il condottiero degli austriaci (Eugenio di Savoia), permise nei fatti ai rinforzi spagnoli guidati dal duca di Berwick di raggiungere Tolone il 26 luglio. 
 
Eugenio di Savoia ed il suo esercito raggiunsero Tolone verso la fine di luglio, il 29 si aggiunsero all'assedio ed il 30 luglio attaccarono e conquistarono una delle posizioni nemiche. 

I francesi reagirono agli attacchi ma l'esito della battaglia sembrò dall'inizio restare nelle mani degli alleati in quanto le truppe austriache avevano rafforzato con successo la lotta contro le difese francesi sul mare e due fortificazioni furono prese o distrutte, consentendo alla flotta anglo-olandese di avvicinarsi per attaccare la città (che fu bombardata ed incendiata) e dove circa 150 abitazioni andarono distrutte.
La situazione però, volse al peggio per gli Alleati in quanto le truppe francesi ricevevano costantemente rinforzi e non perdevano ulteriori posizioni ed in ultima analisi c'erano anche notizie sull'arrivo di una grande forza in loro soccorso. 

Gli approvvigionamenti alleati invece erano interrotti (grazie all'errore di non prendere Antibes) ed i rifornimenti potevano essere inviati solo via mare ed in definitiva, Eugenio di Savoia fu persuaso a rompere l'assedio di fronte a questa situazione insostenibile dando inizio alla ritirata il 12 agosto. 

Il 14 agosto il maresciallo de Tessé riconquistò le alture di Santa Caterina minacciando di bloccare l'eventuale ritirata di Eugenio di Savoia e questi, persi oltre 10 000 uomini durante gli attacchi precedenti e con la via di ritirata compromessa dovette abbandonare l'assedio. Susa fu presa e l'esercito austriaco il 16 agosto si accampò a Scalenghe.

## L'affondamento della flotta francese

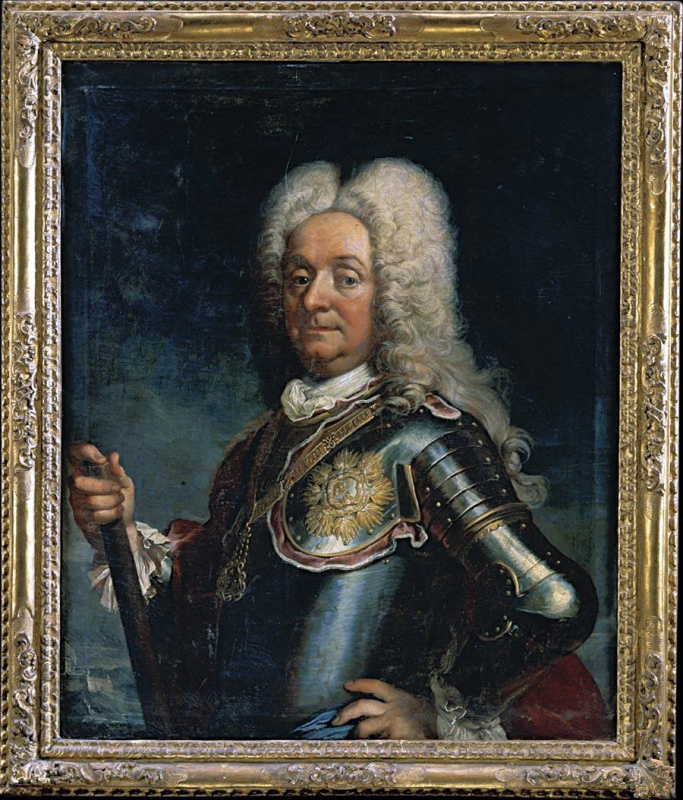
Il barone Bernhard Otto von Rehbinder

Nel frattempo i francesi avevano perso due vascelli ed altri due erano stati pesantemente danneggiati a causa del fuoco da parte delle navi della forza di blocco e così, prima di subire la cattura della flotta in porto, per ordine dello stesso re Luigi XIV i francesi autoaffondarono nel porto stesso le navi superstiti e porto da cui solo i ponti superiori delle ammiraglie rimase sopra il pelo dell'acqua per causa della insufficiente profondità del fondale. 
L'intenzione francese era quella di poterle recuperare in seguito ma cessato l'assedio, per quindici vascelli i danni si dimostrarono molto superiori del previsto e così delle quarantaquattro navi equipaggiate con 50 e fino 110 cannoni meno di una trentina poterono essere riportate a galla.
Secondo il parere dello storico navale Alexander Meurer quell'assedio fu "un atto suicidia fatto da confusionari senza testa" e fatto da gente che, senza aver visto cedere le proprie fortificazioni aveva deciso di autoaffondare le proprie navi per non farle cadere nelle mani degli Alleati: "punto basso della marina francese".

## Cronache

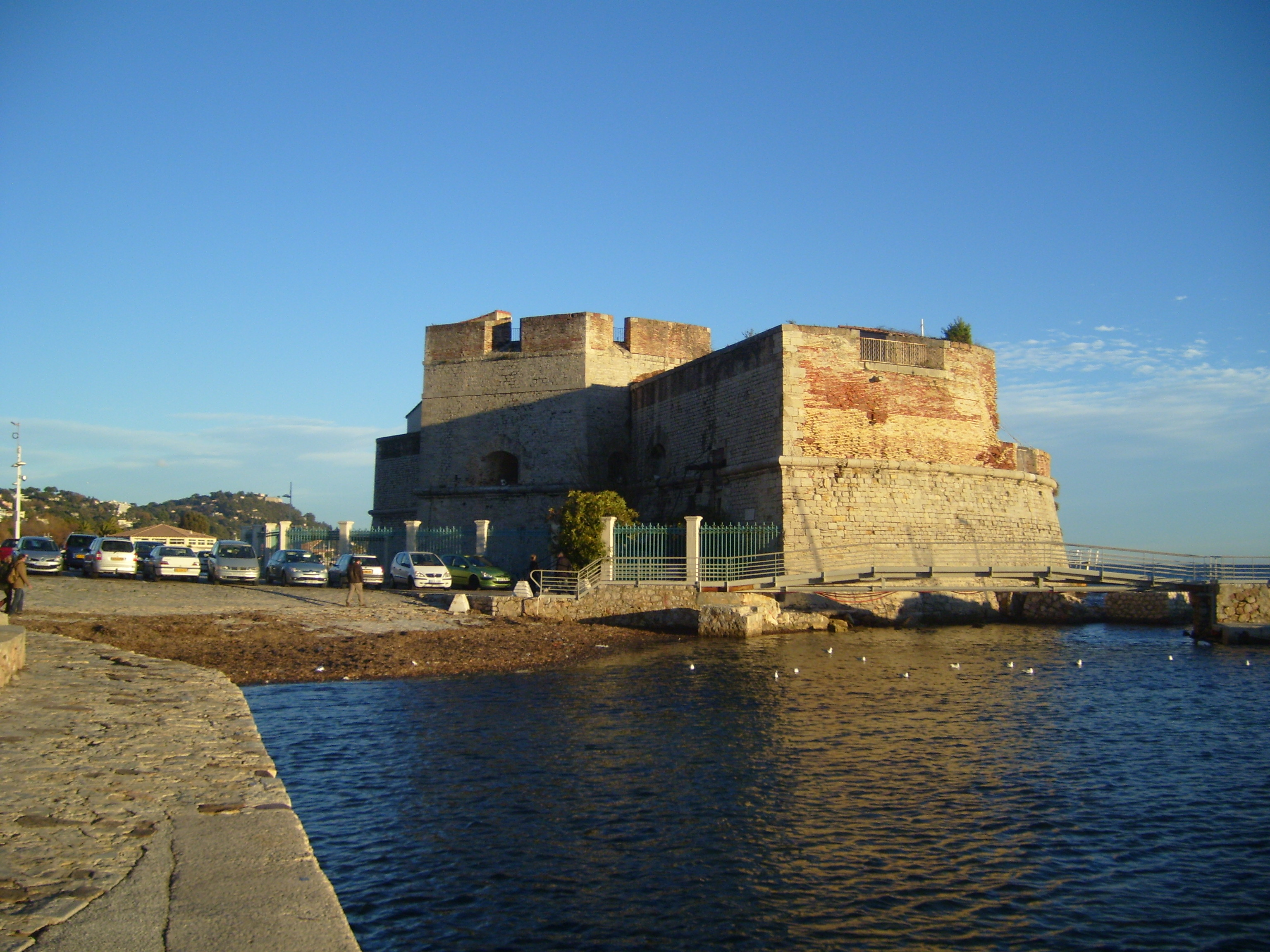
Il forte San Luigi oggi.

Tra i gesti d'arme, particolarmente degno di menzione è l'assalto condotto dal barone di Rehbinder che conquistava dapprima i trinceramenti sovrastanti Santa Caterina, da cui si poteva cannoneggiare la città ed il giorno successivo respingeva dall'altura di Santa Caterina le truppe avversarie schierate in difesa. 

L'ardimentoso assalto gli valeva gli elogi del valorosissimo principe Eugenio:
(Il principe Eugenio di Savoia in una lettera a Vittorio Amedeo II)
Santa Caterina veniva quindi armata con artiglieria d'assedio con cui battere insistentemente il forte San Luigi.